# 영종중학교
영종중학교(永宗中學校)는 대한민국 인천광역시 중구 운남동에 있는 공립 중학교이다.

## 학교 연혁
- 1950년 5월 10일 : 영종고등국민학교 설립인가
- 1950년 6월 5일 : 영종고등국민학교 개교
- 1954년 7월 7일 : 동산중학교 영종 분교 설립인가
- 1955년 7월 15일 : 영종중학교 설립
- 1956년 3월 27일 : 초대 유응렬 교장 취임
- 1972년 2월 9일 : 중학교 12학급 인가
- 2012년 8월 7일 : 교사신축 이전(현위치)
- 2024년 1월 5일 : 제69회 240명 졸업 (총 9,392명)
- 2024년 3월 1일 : 제28대 고봉석 교장 취임
- 2024년 3월 4일 : 신입생 268명 입학

## 참고 자료
- 영종중학교 - 한국교육학술정보원 학교알리미